# Olga Miniejewa
Olga Pawłowna Miniejewa z domu Syrowatska (ros. Ольга Павловна Минеева (Сыроватская); ur. 1 października 1952 w Diegtiarsku) – rosyjska lekkoatletka reprezentująca Związek Radziecki, specjalizująca się w biegach średniodystansowych, dwukrotna uczestniczka igrzysk olimpijskich w latach 1972 i 1980, srebrna medalistka olimpijska z 1980  z Moskwy w biegu na 800 metrów.

## Osiągnięcia sportowe
Zajęła 8. miejsce w sztafecie 4 × 400 metrów oraz odpadła w ćwierćfinale biegu na 400  metrów na igrzyskach olimpijskich w 1972 w Monachium.
Później skoncentrowała się na biegu na 800 metrów. Zdobyła srebrny medal w tej konkurencji na igrzyskach olimpijskich w 1980 w Moskwie, przegrywając jedynie z inną reprezentantką   Związku Radzieckiego Nadieżdą Olizarenko, a wyprzedzając trzecią zawodniczkę radziecką Tatjanę Prowidochinę. Na tych igrzyskach wystąpiła również w biegu eliminacyjnym sztafety 4 × 400 metrów. Sztafeta radziecka, już bez udziału Miniejewej, zdobyła w finale złoty medal.
Miniejewa zdobyła złoty medal w biegu na 800 metrów (przed Ludmiłą Wiesiełkową z ZSRR i Margrit Klinger z Republiki Federalnej Niemiec) oraz brązowy w sztafecie 4 × 400 metrów (która biegła w składzie: Jelena Korban, Iryna Olchownikowa, Miniejewa i Irina Baskakowa) na mistrzostwach Europy w 1982 w Atenach.
Była mistrzynią ZSR w biegu na 800 metrów w 1982 i w sztafecie 4 × 400 metrów w 1979 oraz brązową medalistką w biegu na 400 metrów w 1972 i w biegu na 800 metrów w 1982, a także halową wicemistrzynią ZSRR w biegu na 800 metrów w 1982.
Rekord życiowy w biegu na 800 metrów – 1:54,81, uzyskany 27 lipca 1980 w Moskwie, stał się pierwszym rekordem Rosji po upadku Związku Radzieckiego (rekord ZSRR należał Ukrainki Nadieżdy Olizarenko).

## Rekordy życiowe
- bieg na 400 metrów – 50,78 (12 czerwca 1980, Moskwa)
- bieg na 800 metrów – 1:54,81 (27 lipca 1980, Moskwa)[7]